# Modestas Paulauskas
Modestas Paulauskas, né le 19 mars 1945 à Kretinga, est un joueur puis entraîneur de basket-ball lituanien. Il remporte la médaille d'or avec l'équipe d'URSS lors des Jeux olympiques d'été de 1972 de Munich et, 4 ans auparavant, la médaille de bronze des Jeux olympiques d'été de 1968. Il entraîne le Žalgiris Kaunas. Il est connu comme étant l'un des meilleurs joueurs de Lituanie. Il avait une grande habileté au dribble et était un joueur phare de sa génération.

## Biographie
Lors des JO de 1972, il est d'ailier avec l’équipe de URSS et gagne contre les États-Unis 51 à 50.
En mars 2021, il intègre le FIBA Hall of Fame (promotion 2020).

## Club
- 1962-1976 Žalgiris Kaunas (joueur)
- 1997-1998 Lietuvos Rytas (entraîneur) [2]

## Palmarès joueur

### Jeux olympiques d'été
- Médaille d'or des Jeux olympiques de 1972 à Munich

- Médaille de bronze des Jeux olympiques de 1968 à Mexico

### Championnat du monde
- Médaille d'or au Championnat du monde 1974,  Porto Rico

- Médaille d'or au Championnat du monde 1967,  Uruguay

- Médaille de bronze au Championnat du monde 1970,  Yougoslavie

### Championnat d'Europe
- Médaille d'or du Championnat d'Europe 1971,  Allemagne de l'Ouest

- Médaille d'or du Championnat d'Europe 1969,  Italie

- Médaille d'or du Championnat d'Europe 1967,  Finlande

- Médaille d'or du Championnat d'Europe 1965,  Union soviétique

- Médaille de bronze du Championnat d'Europe 1973,  Espagne